# ABS-2A
O ABS-2A é um satélite de comunicação geoestacionário que foi construído pela Boeing Satellite Systems. Ele está localizado na posição orbital de 75 graus de longitude leste e é operado pela Asia Broadcast Satellite (ABS). O satélite foi baseado na plataforma BSS-702SP e sua expectativa de vida útil é de 15 anos.

## História
A Asia Broadcast Satellite (ABS) anunciou em março de 2012, que tem um contrato com a Boeing Satellite Systems para a construção do ABS-2A. O satélite ABS-2A foi colocado na posição 75° E, para fornecer 48 transponders em banda Ku para cobrir a Europa Oriental, Rússia, Oriente Médio e Índia.
O satélite é parte de um contrato conjunto da ABS e Satmex para a construção de quatro satélites BSS-702SP. Os dois primeiros satélites, o ABS-3A e o Satmex 7 (atual Eutelsat 115 West B), foram entregues juntos no primeiro trimestre de 2015.

## Lançamento
O satélite foi lançado com sucesso ao espaço no dia 15 de junho de 2016, às 14:29 UTC, por meio de um veículo Falcon 9 v1.2 lançado a partir da Estação da Força Aérea de Cabo Canaveral, na Flórida, EUA, juntamente com o satélite Eutelsat 117 West B. Ele tinha uma massa de lançamento de 1.800 kg.

## Capacidade e cobertura
O ABS-2A é equipado com 48 transponders em banda Ku para prestar serviços aos mercados emergentes da Rússia, Índia, Oriente Médio, África, Sudeste da Ásia e na região do Oceano Índico.